# Fernando Terán (Metropolitano)
La estación Fernando Terán es una estación del Metropolitano en Lima. Está ubicada en la intersección de la prolongación de Paseo de la República con la avenida Fernando Terán en el distrito de Chorrillos. En sus alrededores se encuentra una sede de SISOL Salud y un centro recreativo del Ejército.

## Características
Tiene dos plataformas para el embarque y desembarque de pasajeros, la entrada se ubica en el extremo norte de la estación a nivel del cruce peatonal y accesible para personas con movilidad reducida. Cuenta con máquinas y una taquilla para la compra y recarga de tarjetas.

### Troncales
| Servicio troncal | Indicador | Lunes a viernes | Lunes a viernes | Sábado        | Sábado        | Domingo       | Domingo       |
| Servicio troncal | Indicador | Norte a Sur     | Sur a Norte     | Norte a Sur   | Sur a Norte   | Domingo       | Domingo       |
| Servicio troncal | Indicador | Norte a Sur     | Sur a Norte     | Norte a Sur   | Sur a Norte   | Norte a Sur   | Sur a Norte   |
| ---------------- | --------- | --------------- | --------------- | ------------- | ------------- | ------------- | ------------- |
| Regular          | Regular C | 10:00 - 23:00   | 10:00 - 23:00   | 05:00 - 23:00 | 05:00 - 23:00 | 05:00 - 22:00 | 05:00 - 22:00 |
| Expreso          | Expreso 1 | 05:30 - 21:00   | 05:00 - 21:00   | 06:30 - 21:00 | 06:00 - 21:00 | 06:30 - 21:00 | 06:00 - 21:00 |